# Davor Šuker
Davor Šuker [ˈdaʋɔr ˈʃukɛr] (* 1. Januar 1968 in Osijek, SFR Jugoslawien) ist ein ehemaliger kroatischer Fußballspieler und zählt zu den bekanntesten Sportlern des Landes. Bei der WM 1998 wurde der Stürmer mit sechs Treffern Torschützenkönig und hatte maßgeblichen Anteil am Dritten Platz Kroatiens. Mit Real Madrid gewann Šuker u. a. die UEFA Champions League und die spanische Meisterschaft.
Vom 5. Juli 2012 bis zum 29. Juli 2021 war er Präsident des kroatischen Fußballverbands HNS.

## Vereinskarriere

### In Kroatien
Davor Šuker wurde am 1. Januar 1968 in Osijek geboren, einer Stadt im Osten der Teilrepublik Kroatien. Er wuchs in einem vom Leistungssport geprägten Umfeld auf, denn sein Vater Tomislav war zweifacher nationaler Meister im Kugelstoßen. Im Alter von 14 Jahren trat Davor in die neu gegründete Fußballakademie des NK Osijek ein, die mittlerweile zu den führenden Talentschmieden des Landes gehört. Šuker durchlief die Jugendmannschaften, bevor er 1984/85 von Trainer Ljupko Petrović in den Profikader berufen wurde und sein Debüt in der ersten Liga feierte. Der technisch versierte Šuker entwickelte sich zu einem der hoffnungsvollsten Nachwuchsstürmer Jugoslawiens und mit 18 Saisontreffern wurde er in der Saison 1988/89 Torschützenkönig. Obwohl Šuker in vier Jahren insgesamt 40 Ligatore für den NK Osijek erzielt hatte, kam der Klub nicht über Platzierungen im Tabellen-Mittelfeld hinaus.
1989 wechselte Šuker zu Dinamo Zagreb und bildete mit dem gleichaltrigen Zvonimir Boban ein kongeniales Duo. Der Stürmer stellte seine Torgefahr unter Beweis und erzielte für Dinamo in zwei Spielzeiten 34 Ligatore. Trotzdem konnte der Klub die nationale Dominanz von Roter Stern Belgrad nicht brechen und wurde zweimal in Folge Vizemeister (1989/90, 1990/91).

### In Spanien
Nach dem politischen Zerfall Jugoslawiens und dem Ausbruch des Bürgerkrieges wechselte Šuker 1991 zum FC Sevilla in die Primera División. Die Ablösesumme lag bei rund zwei Millionen D-Mark. Bereits in seinem zweiten Ligaspiel am 24. November 1991 deutete Šuker seine Qualitäten als Torjäger an, als ihm gegen Real Sociedad ein Doppelpack gelang (2:2). Allerdings musste er sich in seiner Premierensaison (1991/92) zunächst an den spanischen Fußball gewöhnen und die Sorge um seine Familie belastete ihn zusätzlich. Nach dem mäßigen Start, zeigte Šukers Formkurve in der folgenden Saison 1992/93 nach oben und er profitierte vom Zusammenspiel mit dem Ausnahmsfußballer Diego Maradona. Unter dem neuen Trainer Luis Aragonés explodierte Šukers Form regelrecht und er war 1993/94 mit 24 Toren hinter Romário zweitbester Torjäger der La Liga (Pichichi-Trophäe). In den beiden folgenden Spielzeiten etablierte sich der Šukerman mit 17 bzw. 16 Saisontoren als einer der torgefährlichsten Mittelstürmer Spaniens. Insgesamt liegt Šuker mit 90 Toren auf Platz sechs der ewigen Torschützenliste des Klubs, war allerdings auch ein temperamentvoller Heißsporn, der als Spieler des FC Sevilla insgesamt sechs Platzverweise erhielt (dreimal Rot, dreimal Gelb-Rot).
Durch seinen starken Auftritt während der Europameisterschaft 1996 hatte Šuker endgültig das Interesse von Real Madrid auf sich gezogen und wechselte im Juli 1996 für umgerechnet sieben Millionen D-Mark Ablöse zu den Königlichen. Gleich in seiner Premierensaison erfüllte er die Erwartungen und zeigte starke Leistungen. Gemeinsam mit Predrag Mijatović und Raúl bildete Šuker eine der besten Sturmreihen Europas. Mit 24 Treffern war der spielstarke Kroate bester Torschütze seiner Mannschaft und hatte maßgeblichen Anteil am Gewinn der Meisterschaft 1996/97. Dabei war ihm sogar dreimal ein Hattrick gelungen. Mit Real gewann Šuker am 20. Mai 1998 durch ein 1:0 über Juventus Turin die Champions League, allerdings wurde im Endspiel erst zur 89. Minute eingewechselt. Trotz einer für ihn persönlich herausragenden WM 1998, fand sich Šuker in seiner dritten Saison häufig auf der Ersatzbank wieder und brachte es lediglich auf 19 Einsätze (vier Tore). Gegen Ende seiner Zeit in Madrid wurde Šuker wegen undisziplinierten Verhaltens vom Trainingsbetrieb freigestellt.

### In England
Nach einer enttäuschenden Spielzeit suchte er einen sportlichen Neuanfang und wechselte als Teil des Rekordtransfers von Nicolas Anelka im Gegenzug für 10,4 Millionen D-Mark von Real Madrid zum FC Arsenal. Im Angriff sah er sich einem harten Konkurrenzkampf ausgesetzt und unter Trainer Arsène Wenger, der einen schnellen One-Touch-Fußball bevorzugte, war der mittlerweile 31-jährige Šuker zumeist Reservist. Arsenal belegte in der Liga den zweiten Platz und erreichte das Finale des UEFA-Pokals, unterlag jedoch Galatasaray Istanbul im Elfmeterschießen. Obwohl der eingewechselte Šuker als guter Elfmeterschütze galt, traf er nur den Pfosten.
Mit seiner Rolle als Ergänzungsspieler unzufrieden, zog Šuker zur Saison 2000/01 weiter und wechselte ablösefrei zu West Ham United. Doch er spielte in den Planungen von Trainer Harry Redknapp kaum eine Rolle und kam lediglich auf 11 Einsätze (2 Tore). Anschließend wurde der Vertrag einvernehmlich aufgelöst.

### In Deutschland
Der vereinslose Šuker wurde am 15. November 2001 als Neuzugang des Bundesligisten 1860 München vorgestellt und erhielt einen leistungsbezogenen Vertrag bis Saisonende. Zunächst erkämpfte er sich einen Stammplatz, wurde aber vom damaligen Jungstar Benjamin Lauth aus der Startelf verdrängt. 2002/03 war Šuker endgültig eine Randfigur im Kader der Löwen und beendete im März 2003 seine aktive Karriere. Insgesamt bestritt er 25 Bundesligaspiele (5 Tore).

## Nationalmannschaft
Im Oktober 1987 nahm der 19-jährige Šuker mit Jugoslawiens U-20 an der Junioren-WM in Chile teil. Mit Ausnahmetalenten wie Zvonimir Boban, Robert Prosinečki oder Predrag Mijatović waren die spielstarken Jugoslawen die überragende Mannschaft des Turniers und wurden souverän Weltmeister. Šuker erzielte in sechs Partien sechs Tore und gewann den Silbernen Schuh als zweitbester Torjäger. Bei der U-21-Fußball-Europameisterschaft 1990 belegte Jugoslawien den zweiten Platz, Šuker wurde mit drei Treffern Torschützenkönig.
Als eines der hoffnungsvollsten Talente seines Landes, gehörte Šuker 1990 zum Aufgebot für die Weltmeisterschaft in Italien, kam allerdings während des Turniers nicht zum Einsatz. Anschließend bestritt er noch zwei Länderspiele für das politisch zerfallende Jugoslawien, war jedoch auch schon in einer inoffiziellen Partie für Kroatien aufgelaufen.
Bei der EM 1996 in England spielte Šuker eine herausragende Rolle. Mit starken Leistungen erreichte Kroatien das Viertelfinale, in dem man dem späteren Titelträger Deutschland unterlag. Bei der darauffolgenden WM wurde er mit sechs Treffern Torschützenkönig der Weltmeisterschaft in Frankreich. Im Viertelfinale gelang mit einem 3:0 gegen Deutschland die Revanche für die Niederlage bei der Fußball-Europameisterschaft zwei Jahre zuvor. Gegen Gastgeber Frankreich im Halbfinale ging Kroatien zwar durch Šuker in Führung, aber Frankreich gelang durch zwei Thuram-Tore doch noch der Einzug ins Finale. Am Ende wurde Kroatien Dritter. Mit der kroatischen Nationalmannschaft nahm er noch an der Fußball-Weltmeisterschaft 2002 in Südkorea und Japan teil. Eine 0:1-Niederlage gegen Mexiko beim dortigen Turnier war sein letztes Länderspiel. Die Mannschaft schied aber bereits in der Vorrunde aus. 2003 beendete er seine Fußballerkarriere.

## Erfolge
Titel
- U-20-Weltmeister: 1987
- Spanischer Meister: 1996/97
- Spanischer Supercupsieger: 1997
- UEFA-Champions-League-Sieger: 1997/98
- Weltpokalsieger: 1998
- WM-Dritter: 1998

Auszeichnungen
- Torschützenkönig der 1. jugoslawische Fußballliga: 1988/89
- Torschützenkönig der Fußball-Weltmeisterschaft 1998 (6 Tore)
- Kroatiens Fußballer des Jahres (6): 1992, 1994, 1995, 1996, 1997, 1998
- Mitglied der FIFA 100

## Sonstiges
- Šuker besitzt die Ausrüstungsfirma S9, die mehrere kroatische Fußballclubs und Fußballprofis ausstattet. Er eröffnete 2001 eine Fußballschule in Zagreb und setzt sich – besonders in Kroatien – für wohltätige Zwecke ein. Er leitet zwei weitere Schulen in Kroatien und eine in Cleveland, USA. Außerdem berät er ausländische Touristikfirmen in Kroatien.
- Einige Familienmitglieder sind in Deutschland auch im Fußball aktiv. Sein Cousin Siniša Šuker ist heute Jugendtrainer bei Fortuna Düsseldorf[11] und sein Cousin Damir Šuker spielte z. B. für Rot-Weiss Frankfurt.[12]

## Kontroverses
- Nach seinem Wechsel zu Real Madrid 1996 hatte Šuker vor dem Grab des Ustascha-Führers Ante Pavelić posiert, einem beliebten Wallfahrtsort kroatischer Faschisten und sich anschließend ablichten lassen. Er wurde dabei von prominenten Mitgliedern der Zagreber Unterwelt begleitet.[13][14] Die Aufnahmen wurden erst im Jahr 2010 öffentlich bekannt.
- Im Oktober 2011 wurde Šuker vom Münchener Landgericht zu einer Geldstrafe von 8.000 Euro wegen Unterschlagung verurteilt, was einem Tagessatz von 80 Euro entspricht. Šuker hatte auf einem Linienflug von Mailand nach London vier antike griechische Goldmünzen im Wert von 25.000 Euro in einem Ablagefach gefunden. Statt den Fund zu melden, behielt er die Münzen und schenkte sie einer Freundin aus München. Als diese bei einem Goldhändler den Wert schätzen lassen wollte, erstattete dieser Anzeige. Der Münzfachmann hatte gewusst, dass der Vorbesitzer der Münzen sein Eigentum vermisst.[15]

## Karrierestatistik
| Verein           | Liga             | Saison          | Liga   | Liga | Nat. Pokal | Nat. Pokal | Europapokal | Europapokal | Andere | Andere | Gesamt | Gesamt |
| Verein           | Liga             | Saison          | Spiele | Tore | Spiele     | Tore       | Spiele      | Tore        | Spiele | Tore   | Spiele | Tore   |
| ---------------- | ---------------- | --------------- | ------ | ---- | ---------- | ---------- | ----------- | ----------- | ------ | ------ | ------ | ------ |
| NK Osijek        | Prva Liga        | 1985/86         | 10     | 3    | -          | -          | -           | -           | -      | -      | 10     | 3      |
| NK Osijek        | Prva Liga        | 1986/87         | 26     | 9    | -          | -          | -           | -           | -      | -      | 26     | 9      |
| NK Osijek        | Prva Liga        | 1987/88         | 29     | 10   | -          | -          | -           | -           | -      | -      | 29     | 10     |
| NK Osijek        | Prva Liga        | 1988/89         | 26     | 18   | -          | -          | -           | -           | -      | -      | 26     | 18     |
| Gesamt           | Gesamt           | Gesamt          | 91     | 40   | -          | -          | -           | -           | -      | -      | 91     | 40     |
| Dinamo Zagreb    | Prva Liga        | 1989/90         | 28     | 12   | -          | -          | -           | -           | -      | -      | 28     | 12     |
| Dinamo Zagreb    | Prva Liga        | 1990/91         | 32     | 22   | -          | -          | -           | -           | -      | -      | 32     | 22     |
| Gesamt           | Gesamt           | Gesamt          | 60     | 34   | -          | -          | -           | -           | -      | -      | 60     | 34     |
| FC Sevilla       | Primera División | 1991/92         | 22     | 6    | 4          | 3          | -           | -           | -      | -      | 26     | 9      |
| FC Sevilla       | Primera División | 1992/93         | 33     | 13   | 2          | 0          | -           | -           | -      | -      | 35     | 13     |
| FC Sevilla       | Primera División | 1993/94         | 34     | 24   | 7          | 3          | -           | -           | -      | -      | 41     | 27     |
| FC Sevilla       | Primera División | 1994/95         | 32     | 17   | 2          | 3          | -           | -           | -      | -      | 34     | 20     |
| FC Sevilla       | Primera División | 1995/96         | 32     | 16   | 3          | 1          | 6           | 4           | -      | -      | 41     | 21     |
| Gesamt           | Gesamt           | Gesamt          | 153    | 76   | 18         | 10         | 6           | 4           | -      | -      | 177    | 90     |
| Real Madrid      | Primera División | 1996/97         | 38     | 24   | 5          | 5          | -           | -           | -      | -      | 43     | 29     |
| Real Madrid      | Primera División | 1997/98         | 29     | 10   | 1          | 1          | 7           | 4           | -      | -      | 37     | 15     |
| Real Madrid      | Primera División | 1998/99         | 19     | 4    | 2          | 0          | 5           | 1           | -      | -      | 26     | 5      |
| Gesamt           | Gesamt           | Gesamt          | 86     | 38   | 8          | 6          | 12          | 5           | -      | -      | 106    | 49     |
| FC Arsenal       | Premier League   | 1999/00         | 22     | 8    | 3          | 0          | 13          | 2           | 1      | 1      | 39     | 11     |
| Gesamt           | Gesamt           | Gesamt          | 22     | 8    | 3          | 0          | 13          | 2           | 1      | 1      | 39     | 11     |
| West Ham United  | Premier League   | 2000/01         | 11     | 2    | -          | -          | -           | -           | 2      | 1      | 13     | 3      |
| Gesamt           | Gesamt           | Gesamt          | 11     | 2    | -          | -          | -           | -           | 2      | 1      | 13     | 3      |
| TSV 1860 München | Bundesliga       | 2001/02         | 14     | 4    | 3          | 2          | -           | -           | -      | -      | 17     | 6      |
| TSV 1860 München | Bundesliga       | 2002/03         | 11     | 1    | 2          | 1          | -           | -           | -      | -      | 13     | 2      |
| Gesamt           | Gesamt           | Gesamt          | 25     | 5    | 5          | 3          | -           | -           | -      | -      | 30     | 8      |
| Karriere Gesamt  | Karriere Gesamt  | Karriere Gesamt | 448    | 203  | 34         | 19         | 31          | 11          | 3      | 2      | 516    | 235    |